# 我们恋爱吧 (第二季)
《我们恋爱吧》第二季是江苏卫视与优酷于2020年制作的一档观察类情感推理真人秀，由张纯烨、伊能静、黄圣依、朱正廷、金子涵、戴燕妮、姜振宇等人组成的“恋爱观察团”主持，主軸以製作組尋找8位年輕男女於“浪漫满屋”（位於三亚）合宿一个月，开启“同一屋檐下”的合租模式，並於其中彼此之間出現的信號進行推理愛情。若主持人猜測正確，則可為觀眾獲得V6家居奖励一个。

## 浪漫满屋（合宿屋）規定
- 合宿期間不能向異性參與者直接告白。
- 參與者每天僅可向心儀的一人投递信件，但不得公開自己身分
- 入住期間不得公開或私下給予其他合宿者自己的個人聯繫方式。
- 參與者每星期可與一人外出約會，規則為：
  1. 男性參與者各自決定一個地點，女性參與者一人各選一處，到了約會地點碰面者，即為今日約會對象。
  2. 參與者不得告訴任何人自己撰寫或選擇的地點。

## 參與者
| 姓名           | 性別      | 公開之個人資訊或職業                        | 年齡           | 微博             |
| -------------- | --------- | ------------------------------------------- | -------------- | ---------------- |
| 趙雲帆(云帆)   | 男-水瓶座 | 法學院畢業                                  | 1996年2月8日   | 云帆caleb        |
| 夏侯政一(夏侯) | 男-巨蟹座 |                                             | 1998年6月28日  | 假装不是夏侯     |
| 趙嘉祺(Claus)  | 男-雙子座 | 第7集因張岑岑離開，決定離開                 | 1994年6月10日  | 赵小云Claus      |
| 高邦源(邦邦)   | 男-雙魚座 | 第5集入住                                   | 1991年3月8日   | 叫我BangBang就好 |
| 朱芳颉(小朱)   | 女-獅子座 |                                             | 1994年8月19日  | 小朱本人-        |
| 張岑岑(岑哥)   | 女-雙魚座 | 第7集因工作而離開本节目，後與趙嘉祺一起離開 | 1987年3月18日  | 岑哥奥呐呐       |
| 冷雅欣(冷冷)   | 女-魔羯座 | 第12期因個人原因離開                        | 1999年1月4日   | 一点冷_          |
| 储镒恬(小黑)   | 女-雙魚座 | 第3集入住 模特                              | 1997年2月21日  | 储镒恬CRISTIAN   |
| 李林珏(李子)   | 女-天秤座 | 第8集入住                                   | 1991年10月19日 | 林珏Angel        |

## 各集信件投遞對象
- ♥代表當集爱情连线（Love line）成功。